# 綾の海金太郎
綾の海 金太郎（あやのうみ きんたろう、1955年8月17日 - ）は、現在の青森県つがる市出身で大鵬部屋に所属した元大相撲力士。本名は黒滝 隆男（くろたき たかお）。現役時代の体格は177cm、107kg。最高位は東十両13枚目（1980年7月場所）。得意手は左四つ、寄り、下手投げ。

## 経歴
小学校から相撲部に所属し、青森県大会でも動きの良さを活かした相撲で大活躍し、この頃から力士を志していた。高校を中退し、家族に無断で上京。寿司屋でアルバイトしていたところを常連客の紹介により、大鵬部屋へ入門した。1973年9月場所にて初土俵を踏み、翌11月場所は序ノ口優勝を果たした。1980年7月場所で十両に昇進するも、5勝10敗と大きく負け越し、十両はこの1場所のみとなった。その後、幕下筆頭に2度進んだが、3勝4敗と7番相撲で敗れ、勝ち越しと再十両を逃した。1981年5月場所で全休すると25歳で廃業した。廃業後は東京都江東区門前仲町で、寿司料理店「寿司 綾の海」を経営した。

## 主な成績
- 通算成績：177勝142敗11休 勝率.555
- 十両成績：5勝10敗 勝率.333
- 現役在位：47場所
- 十両在位：1場所
- 各段優勝
  - 序ノ口優勝：1回（1973年11月場所）

## 場所別成績
| | 一月場所 初場所（東京） | 三月場所 春場所（大阪） | 五月場所 夏場所（東京） | 七月場所 名古屋場所（愛知） | 九月場所 秋場所（東京） | 十一月場所 九州場所（福岡） |
| --- | ----------------------- | ----------------------- | ----------------------- | --------------------------- | ----------------------- | --------------------------- |
| 1973年 （昭和48年） | x                       | x                       | x                       | x                           | （前相撲）              | 東序ノ口7枚目 優勝 7–0      |
| 1974年 （昭和49年） | 東序二段21枚目 2–5      | 東序二段42枚目 4–3      | 西序二段24枚目 6–1      | 西三段目65枚目 2–5          | 東序二段5枚目 4–3       | 東三段目67枚目 5–2          |
| 1975年 （昭和50年） | 東三段目37枚目 6–1      | 西三段目筆頭 4–3        | 東幕下51枚目 2–5        | 西三段目8枚目 5–2           | 東幕下45枚目 6–1        | 西幕下19枚目 0–7            |
| 1976年 （昭和51年） | 西幕下51枚目 4–3        | 西幕下42枚目 3–4        | 西幕下54枚目 3–4        | 西三段目4枚目 4–3           | 東幕下54枚目 3–4        | 東三段目筆頭 2–5            |
| 1977年 （昭和52年） | 東三段目23枚目 5–2      | 東幕下55枚目 5–2        | 東幕下31枚目 4–3        | 西幕下22枚目 4–3            | 西幕下18枚目 3–4        | 西幕下25枚目 3–4            |
| 1978年 （昭和53年） | 東幕下33枚目 3–4        | 西幕下41枚目 6–1        | 西幕下16枚目 4–3        | 西幕下11枚目 4–3            | 東幕下9枚目 5–2         | 西幕下2枚目 0–3–4           |
| 1979年 （昭和54年） | 西幕下20枚目 3–4        | 東幕下27枚目 5–2        | 東幕下13枚目 4–3        | 西幕下10枚目 3–4            | 西幕下15枚目 3–4        | 西幕下23枚目 6–1            |
| 1980年 （昭和55年） | 西幕下6枚目 5–2         | 東幕下3枚目 4–3         | 西幕下筆頭 5–2          | 東十両13枚目 5–10           | 西幕下6枚目 5–2         | 東幕下筆頭 3–4              |
| 1981年 （昭和56年） | 西幕下5枚目 5–2         | 西幕下筆頭 3–4          | 西幕下4枚目 引退 0–0–7  | x                           | x                       | x                           |
| 各欄の数字は、「勝ち-負け-休場」を示す。 優勝 引退 休場 十両 幕下 三賞：敢=敢闘賞、殊=殊勲賞、技=技能賞 その他：★=金星 番付階級：幕内 - 十両 - 幕下 - 三段目 - 序二段 - 序ノ口 幕内序列：横綱 - 大関 - 関脇 - 小結 - 前頭（「#数字」は各位内の序列） |                         |                         |                         |                             |                         |                             |

## 改名歴
- 黒滝（くろたき）1973年9月場所 - 1979年1月場所
- 綾の海 金太郎（あやのうみ きんたろう）1979年3月場所 - 1980年9月場所
- 綾ノ海（あやのうみ）1980年11月場所 - 1981年5月場所